# كفر علام
قرية كفر علام هي إحدى القرى التابعة لمركز منية النصر في محافظة الدقهلية في جمهورية مصر العربية. حسب إحصاءات سنة 2006، بلغ إجمالي السكان في كفر علام 9777 نسمة، منهم 4945 رجل و4832 امرأة.